# جو صوفيا
جو صوفيا (بالإنجليزية: Joe Sofia)‏ (8 أكتوبر 1991 بميسيون فيجو في الولايات المتحدة - ) هو لاعب كرة قدم أمريكي في مركز الدفاع. لعب مع سان خوسيه إيرثكويكس وVentura County Fusion ‏ وOrange County SC ‏ وOrange County Blue Star ‏.

## وصلات خارجية
- جو صوفيا على موقع الدوري الأمريكي (الإنجليزية)
- جو صوفيا على موقع قاعدة بيانات كرة القدم.إي يو (الإنجليزية)